# Saqueo de Tebas
El saqueo de Tebas tuvo lugar en 663 a. C. en la ciudad de Tebas a manos del Imperio Neoasirio comandado por el rey Asurbanipal, en guerra con la dinastía Kushita XXV de Egipto bajo Tanutamani, durante la conquista asiria de Egipto. Después de una larga lucha por el control del Levante que había comenzado en 705 a. C., los kushitas habían perdido gradualmente el control del Bajo Egipto y, en el 665 a. C., su territorio se redujo al Alto Egipto y Nubia. Con la ayuda de los poco fiables vasallos de los asirios en la región del delta del Nilo, Tanutamani recuperó brevemente Menfis en el 663 a. C., matando a Necao I de Sais en el proceso.
Al enterarse de estos eventos, Asurbanipal, ayudado por el hijo de Necao, Psamético I y sus mercenarios carianos, regresó a Egipto con un gran ejército y derrotó ampliamente a los kushitas cerca de Menfis. Luego, el ejército se dirigió hacia el sur, hacia Tebas, que cayó rápidamente porque Tanutamani ya había huido a la Baja Nubia. La ciudad fue saqueada a fondo, sus habitantes fueron deportados y mucho botín devuelto a Asiria, incluidos dos grandes obeliscos.
El saqueo de Tebas fue un acontecimiento importante en la historia de la ciudad y del antiguo Egipto en general. Efectivamente, marca el final de la XXV dinastía de Egipto pues Tanutamani perdió su principal punto de apoyo en Egipto. Los kushitas fueron expulsados de forma permanente una década después de la caída de Tebas, ya que ninguno de los sucesores de Tanutamani lograría recuperar territorios al norte de Elefantina. Duramente debilitada, Tebas se sometió pacíficamente menos de seis años después del saqueo a una gran flota enviada por Psamético para controlar el Alto Egipto mientras se libraba del vasallaje asirio. El saqueo permitió así el surgimiento de la Dinastía XXVI, el final del Tercer Período Intermedio y el comienzo del Período Tardío. El saqueo parece haber reverberado de manera más general en todo el Antiguo Cercano Oriente, se menciona notablemente en el Libro de Nahum como un ejemplo de la destrucción y el horror que puede sobrevenir a una ciudad.

## Antecedentes

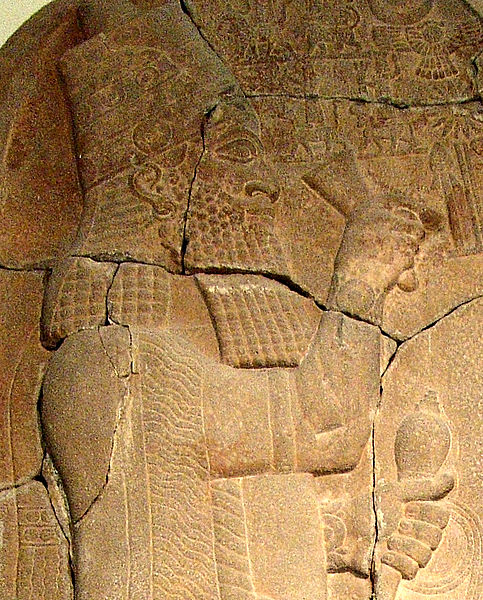
Asarhaddon luchó con Taharqo por el dominio del Levante y luego de Egipto.

A finales del siglo VIII a. C., Egipto y Nubia estaban unidos y gobernados por los faraones kushitas de la XXV dinastía de Egipto. El imperio neoasirio ya estaba extendiendo su influencia sobre el Levante en el mismo período, y en la primavera de 720 a. C. Pianjy o quizás Shabitko luchó y perdió una primera batalla contra los asirios cerca de Rafah.
La situación no cambió debido a la hegemonía asiria hasta c. 705 a. C., cuando la muerte de Sargón II provocó revueltas contra los asirios en todo su imperio. El sucesor de Shabitko, Shabako, aprovechó la ocasión y regresó a la costa levantina, donde pudo merodear libremente hasta c. 701 a. C., cuando Senaquerib finalmente pudo reunir un ejército y vencer a los egipcios en Eltekeh. Después de estos eventos, Shabitko y su sucesor Taharqo disfrutaron de un período de paz y lograron aumentar su influencia una vez más en el Levante y a lo largo de la costa fenicia. Esta situación no se controló hasta c. 679 a. C., momento en el que Asarhaddón dirigió una campaña militar hasta el arroyo de Egipto y luego en Fenicia c. 676 a. C. El resultado de estas actividades fue poner firmemente al Levante en manos asirias. Sin embargo, para entonces Assarhadón se había dado cuenta de que era necesaria una conquista del Bajo Egipto para reducir permanentemente la amenaza kushita en el Levante.
En marzo de 673 a. C., Assarhadón envió una gran fuerza militar a Egipto, posiblemente a través del uadi Tumilat, pero fue derrotado por los egipcios bajo Pemu, entonces gobernante de Heliópolis para los kushitas. Assarhadón regresó dos años después, en el verano del 671 a. C., y después de varias batallas, pudo tomar Menfis, herir a Taharqo, capturar a su hermano y a su hijo Nes-Anhuret, heredero al trono. El hijo restante de Taharqo, Atlanersa, era probablemente demasiado joven para reinar y otro hermano de Taharqo, Tanutamani, finalmente ascendería al trono. Como consecuencia, los kushitas fueron expulsados temporalmente del Bajo Egipto, que pasó bajo el control de vasallos asirios, en particular Necao I en Sais.
A pesar de estos éxitos de los asirios, los vasallos egipcios en la región del Delta eran rebeldes y Taharqo intentaba regresar al Bajo Egipto. Assarhadón lanzó una nueva expedición militar c. 669 a. C. pero murió ese año, lo que permitió a Taharqo retomar Menfis y, finalmente, la región del Delta a finales del 668 a. C. En 667 a. C., Asurbanipal, el heredero de Assarhadón, decidió restablecer el dominio asirio sobre Egipto, invadiendo tierra egipcia en octubre de ese año y yendo a Tebas, donde derrotó a Taharqo mientras simultáneamente sofocaban una rebelión en el Delta. Poco después, Taharqo pudo haber obtenido alguna victoria en Tebas, lo que le permitió mantener el control del Alto Egipto. En el Bajo Egipto, Necao fue reinstalado como rey vasallo de Sais a pesar de su traición. La situación no cambió hasta el 664 a. C. con la muerte de Taharqo.

## El año 663 a.C.

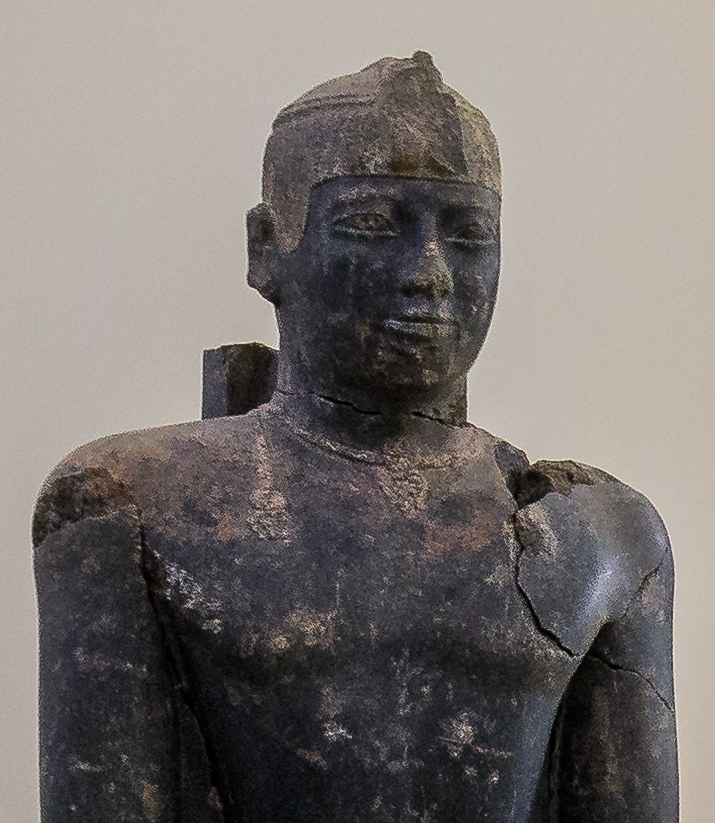
Tanutamani no pudo mantener Menfis después de la llegada de los asirios.

### Reconquista fallida de Tanutamani
Taharqo fue sucedido por su hermano Tanutamani tras su muerte. Tanutamani lanzó de inmediato una campaña militar masiva con el objetivo una vez más de unir a Egipto bajo el gobierno de la dinastía XXV. Su ejército viajó hacia el norte, deteniéndose en Napata, Elefantina, Tebas y Heliópolis, fortificando ambas en el 664 a. C. Tanutamani llegó a Menfis en abril de 663 a. C. y mató a Necao I cerca de la ciudad. Tanutamani luego procedió al norte y recibió la capitulación de algunos pero no todos los reyezuelos del Delta, luego expulsó a las tropas asirias restantes de Egipto mientras el joven hijo de Necao, Psamético, logró huir a Asiria vía Palestina.

### Saqueo

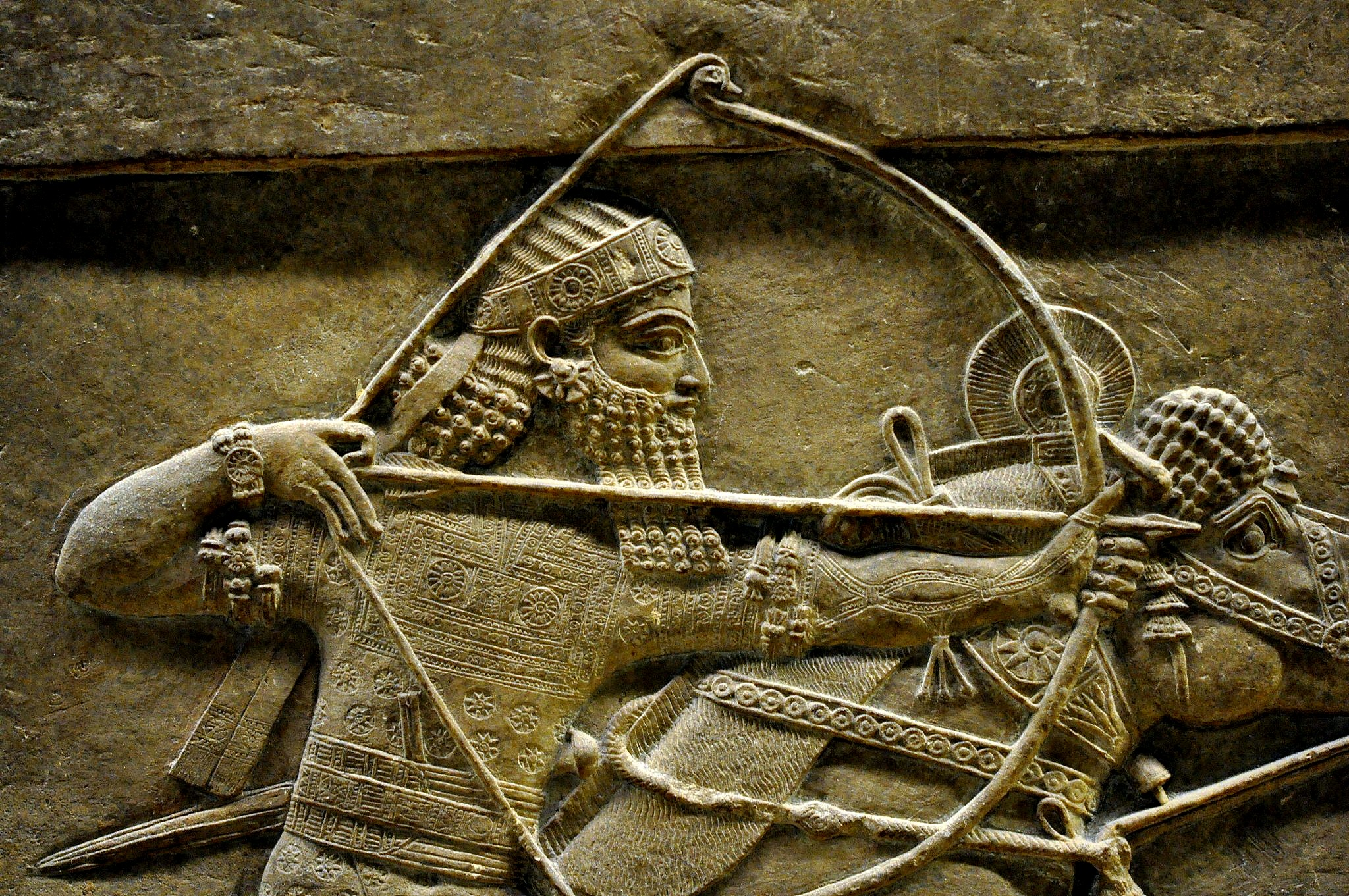
Asurbanipal saqueó Tebas pero no logró establecer de forma duradera la presencia asiria allí.

Los asirios pronto regresaron a Egipto. Junto con el ejército de Psamético I, que comprendía mercenarios carianos, libraron una batalla campal en el norte de Menfis, cerca del templo de Isis, entre el Serapeum y Abusir. Tanutamani fue derrotado y huyó al Alto Egipto, pero solo 40 días después de la batalla, el ejército de Asurbanipal llegó a Tebas. Tanutamani ya había salido de la ciudad hacia Kipkipi, un lugar que sigue siendo incierto pero que podría ser Kom Ombo, unos 200 km (124,3 mi) al sur de Tebas. La ciudad en sí fue conquistada, "destrozada (como por) una tormenta", y saqueada en gran medida. El evento no se menciona en fuentes egipcias, pero se conoce por los anales asirios, que informan que los habitantes fueron deportados. Los asirios se llevaron un gran botín de oro, plata, piedras preciosas, ropa, caballos, animales fantásticos, así como dos obeliscos cubiertos de electro que pesaban 2.500 talentos (c. 75,5 toneladas o 166.500 libras):

Esta ciudad, toda ella, la conquisté con la ayuda de Ashur e Ishtar. Plata, oro, piedras preciosas, todas las riquezas del palacio, telas ricas, lino precioso, grandes caballos, hombres y mujeres supervisores, dos obeliscos de electrum espléndido, que pesan 2.500 talentos, las puertas de los templos arranqué de sus bases y las llevé. a Asiria. Con este enorme botín dejé Tebas. Contra Egipto y Kush levanté mi lanza y mostré mi poder. Con las manos llenas he regresado a Nínive, con buena salud.
Cilindro Rassam de Asurbanipal

El saqueo de Tebas fue un acontecimiento trascendental que repercutió en todo el Antiguo Cercano Oriente. Se menciona en el libro de Nahum capítulo 3: 8-10:

¿Eres tú mejor que Tebas, que estaba asentada junto al Nilo, rodeada de aguas, cuyo baluarte era el mar, y aguas por muro? Etiopía era su fortaleza, también Egipto, y eso sin límite; Fut y Libia fueron sus ayudadores. Sin embargo ella fue llevada en cautiverio; también sus pequeños fueron estrellados en las encrucijadas de todas las calles, y sobre sus varones echaron suertes, y todos sus grandes fueron aprisionados con grillos.

Una profecía en el Libro de Isaías también se refiere al saqueo:

De la manera que anduvo mi siervo Isaías desnudo y descalzo tres años, por señal y pronóstico sobre Egipto y sobre Etiopía, así llevará el rey de Asiria a los cautivos de Egipto y los deportados de Etiopía, a jóvenes y a ancianos, desnudos y descalzos, y descubiertas las nalgas para vergüenza de Egipto. Y se turbarán y avergonzarán de Etiopía su esperanza, y de Egipto su gloria.

## Consecuencias

### Reino kushita de Napata

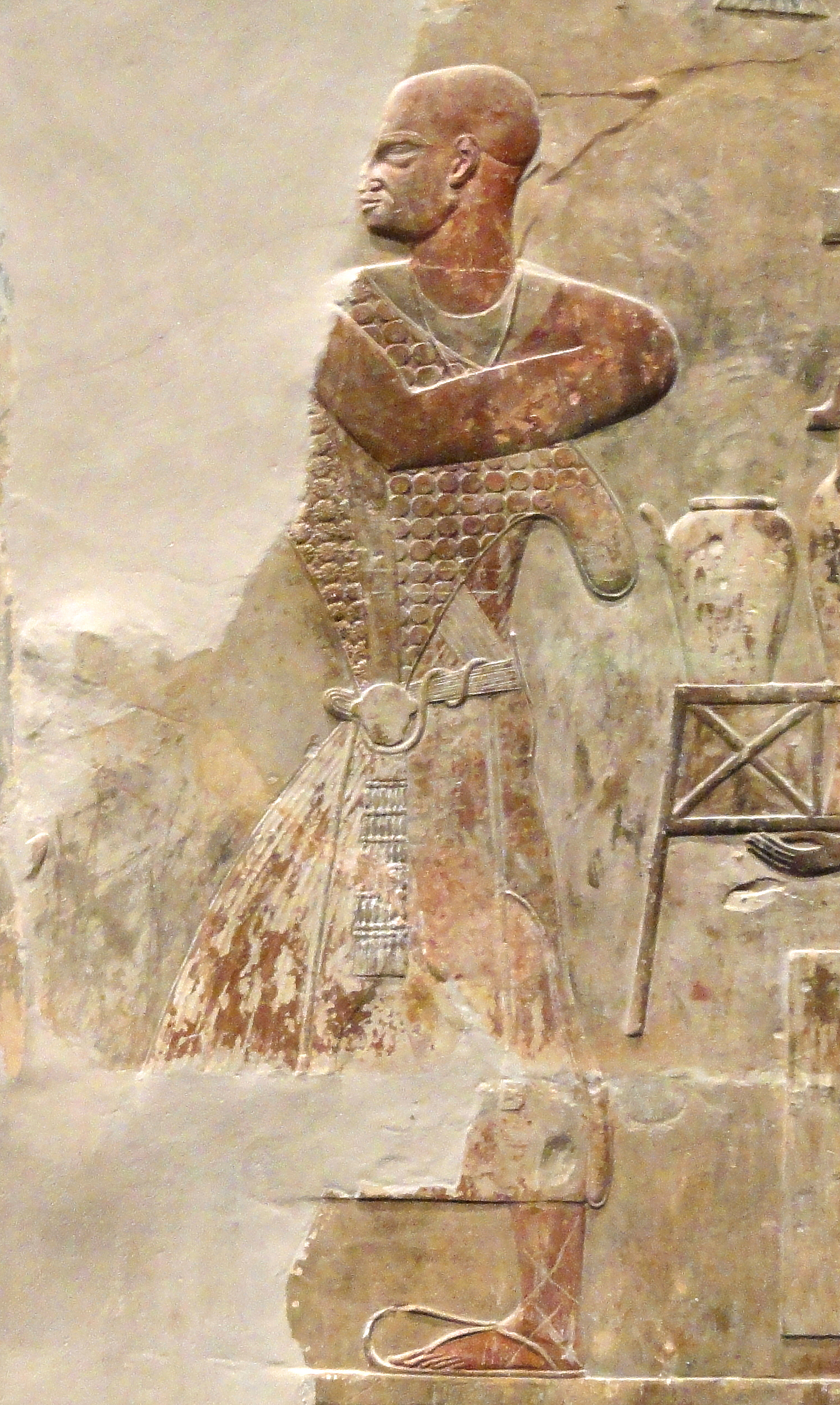
Retrato de Mentuemhat, Tebas, finales de la dinastía XXV y principios de la XXVI, 665–650 a. C. Museo de Arte Nelson-Atkins

Al mismo tiempo o poco después del saqueo, el ejército kushita se retiró de Egipto en gran número, un evento trascendental que todavía se recordaba unos 200 años después y dio lugar a la historia de Heródoto sobre 240.000 desertores egipcios que se establecieron en Nubia.
El destino de Tanutamani después de la pérdida de Tebas no está del todo claro: parece haber gobernado durante algún tiempo como rey de Kush, como sugiere un relevo de él en Gebel Barkal. La evidencia indirecta apunta a una presencia continua kushita en el Alto Egipto entre 661 a. C. y 656 a. C.: los monumentos muestran que los tebanos continuaron reconociendo la soberanía de Tanutamani hasta el 656 a. C., aunque el alcance real de su poder es incierto. Al mismo tiempo, la autoridad suprema en Tebas parece haber estado en manos de Mentuemhat y su esposa Shepenupet II.
En el año 653 a. C., el sucesor de Tanutamani, Atlanersa, estaba en el trono y reinó únicamente sobre Nubia, con su asiento de poder en Napata, comenzando el llamado período napatano de Nubia. Aunque Atlanersa y sus sucesores se autodenominaron faraones egipcios, ninguno de ellos representaba una amenaza seria para Egipto. Después de imponer su autoridad sobre el Alto Egipto, Psamético I estableció una guarnición en Elefantina y pudo haber dirigido una campaña militar en Nubia. En la época de Psamtik II, c. 590 a. C. los egipcios habían saqueado Napata.

### Fin de la presencia asiria

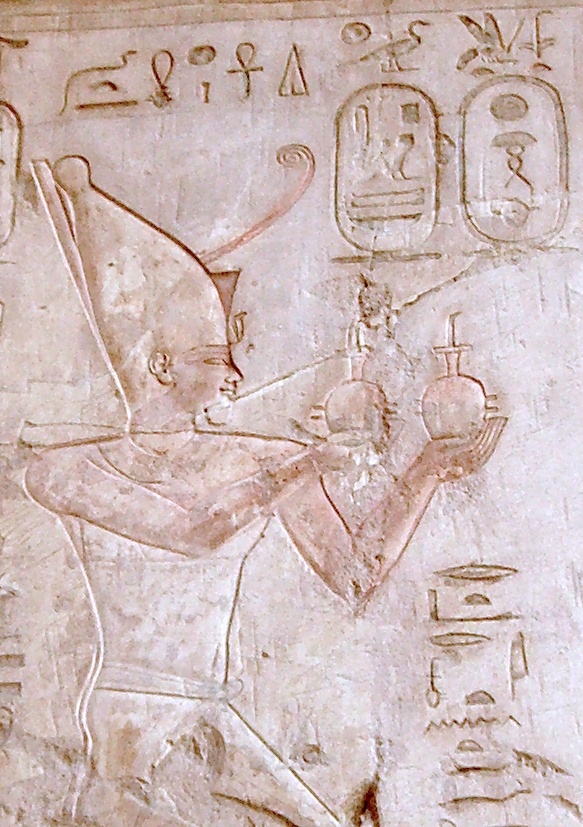
Al final, Psamético I fue el principal beneficiario del saqueo de Tebas.

Los asirios no ocuparon Tebas por mucho tiempo: ya en el 662 a. C., un año después del saqueo, algunos tebanos estaban fechando sus documentos según los años de reinado de Tanutamani, lo que sugiere que los asirios ya habían abandonado la región. Alrededor de la época del saqueo, Asurbanipal estuvo personalmente involucrado en dos conflictos en Fenicia, sometiendo a Arwad y Tiro. Poco después participó en más campañas contra los mannai, los elamitas y los medos, todas entre 665 a. C. y 655 a. C., lo que podría explicar por qué no mantuvo una presencia asiria en Tebas.

### Período tardío de Egipto
En la década siguiente al saqueo, la influencia asiria en Egipto se desvaneció rápidamente cuando Psamético I logró no solo dominar los otros reyezuelos de la región del Delta, sino que también se liberó del vasallaje asirio. Con la influencia y el alcance de Tebas profundamente debilitados, Psamético envió una fuerte flota militar a la ciudad en el 656 a. C. e inmediatamente recibió su sumisión. Para afirmar su control sobre la ciudad, hizo que Amenirdis II adoptara a su hija Nitocris I, que no solo era hija de Taharqo, sino también la Divina Adoratriz de Amón, entonces el pináculo del poderoso culto a Amón en la ciudad. Psamético solo tuvo que asegurar la frontera sur de Egipto poniendo una guarnición en Elefantina para someter todo el Alto Egipto por sí mismo.
En 655 a. C., Psamético se volvió contra su señor asirio ayudado una vez más por mercenarios jónicos y carianos y se alió con Giges de Lidia. Expulsó a los asirios que quedaban del Bajo Egipto y los persiguió hasta Asdod. Asurbanipal, entonces profundamente envuelto en la guerra contra los elamitas, no tenía ejército para enviar a Egipto. En el lapso de siete años, Psamético había unido y liberado efectivamente a Egipto, marcando el comienzo del Período Tardío.